# Garena Speed Drifters
Garena Speed Drifters también conocido como Speed Drifters, QQ Speed o GKART, es un videojuego de carreras de karts multijugador masivo en línea desarrollado por TiMi Studio Group y publicado por Tencent Games y Garena. El juego se lanzó originalmente en China como QQ Speed en 2010 y ganó una enorme popularidad en China, con un número récord de 2 millones de jugadores en línea al mismo tiempo en 2011. El juego se inspiró en gran medida en la franquicia Mario Kart de Nintendo.
Garena lo introdujo como GKART en 13 países, incluidos Singapur, Malasia, Australia y los Estados Unidos en 2011. GKART fue seleccionado en los World Cyber Games (WCG) en Singapur y China el mismo año. El juego se cerró el 31 de marzo de 2012, antes de que se relanzara más tarde. La versión móvil se lanzó el 29 de diciembre de 2017 como QQ Speed: Mobile en China, y el 16 de enero de 2019 como Garena Speed Drifters para mercados fuera de China continental.
A partir de enero de 2020, QQ Speed tiene 700 millones jugadores en todo el mundo, incluidos 200 millones de jugadores móviles. La versión móvil recaudó US$799 millones durante 2017 y 2018.

## Jugabilidad
Speed Drifters es un juego de carreras de karts con un control de teclado extremadamente simplificado. Además de los controles direccionales, las claves fundamentales de Speed Drifters son drifting e impulso de nitroso. En el modo de velocidad, el drift acumula N2O, que se convierte en un impulso de velocidad utilizable cuando se alcanza un tanque lleno. En el modo de accesorios, se pueden usar varios elementos para obstaculizar la carrera de los oponentes. Por lo tanto, Speed Drifters está diseñado tanto para jugadores casuales como para corredores profesionales. Speed Drifters también cuenta con un completo sistema de avatar para satisfacer la búsqueda de singularidad de los jugadores.

## Características
Speed Drifters ha incorporado muchas funciones para atraer a jugadores de diferentes demografías de juego.

### Tienda
Los jugadores obtienen sus artículos del juego principalmente a través de la compra en las tiendas. Los elementos se dividen en dos secciones que requieren diferentes tipos de moneda en el juego. Los tipos de artículos incluyen karts, artículos de avatar, cosméticos de kart, acciones y mascotas. Al referirse a la cultura pop, el sistema de tiendas se ha convertido en la mayor atracción del juego Speed Drifters.

### Parada en boxes
La parada en boxes funciona como una sala de chat gráfica en Speed Drifters. El propósito de la parada en boxes es que los jugadores intercambien pensamientos, relacionados con el juego o no. Los jugadores también pueden realizar acciones como volar, dormir y PK. Pit stop dará experiencia a los jugadores proporcional a la duración de su estancia.

### Carrera fronteriza
Las carreras fronterizas permiten a los jugadores poner a prueba sus habilidades. Los jugadores deben pagar una cierta cantidad de cupónes en el juego para participar en la carrera. El sistema emparejará jugadores con un nivel similar. Los ganadores de las carreras fronterizas serán altamente recompensados. También serán recompensados con puntos de honor que les otorgarían títulos superiores.

### Misión
Al cumplir con ciertos requisitos, los jugadores pueden obtener experiencia, artículos y moneda virtual a través de varias misiones. Esto incluye artículos que no se pueden comprar en las tiendas y, a menudo, son signos de prestigio.

### Intimidad
Speed Drifters alienta a los jugadores a correr junto con sus amigos creando el concepto de intimidad. Los jugadores que son amigos en el juego obtendrán un punto de intimidad compitiendo juntos o regalándose unos a otros. Una mayor intimidad dará una mayor bonificación de experiencia cuando los amigos compitan juntos. Speed Drifters también permite que los jugadores se casen en el juego. La pareja casada tendrá una bonificación de experiencia más alta en comparación con los amigos normales.

### Sistema de clanes
El sistema clanes del juego es otra forma de que los jugadores interactúen y compitan juntos. Los clanes son grupos de jugadores autoorganizados que a menudo se enfocan en carreras competitivas. Los jugadores generalmente encuentran útil unirse a un clan para entrenar habilidades y buscar amigos en el juego. La clasificación del clan reconocerá la actividad de los miembros del clan y sus triunfos en carreras competitivas.

### Sistema de mascotas
La mascota es un tipo especial de elemento de avatar en Speed Drifters. La mascota tiene su propio sistema de nivelación. Diferentes mascotas ofrecen diferentes beneficios a los jugadores y se vuelven cada vez más potentes a medida que suben de nivel.

### Sistema de música
Speed Drifters tiene un sistema de música en el juego único, mediante el cual los jugadores pueden agregar canciones de su elección a la lista de reproducción.

### Licencia
A medida que los jugadores suben de nivel en Speed Drifters, pueden obtener el derecho a realizar pruebas de licencia de nivel superior. La licencia no solo es una indicación de sus habilidades y experiencia en el juego, sino que también abre más pistas y elementos para los jugadores.

### Modificación de kart
Modificación de kart es una opción para que los jugadores mayores realicen ajustes complejos en su kart. El kart mod ofrece 5 tipos de mejoras para el kart, que afectan el impulso nitroso del kart, aceleración y manejo, etc.

## Modos de juego

### Velocidad
Los jugadores maniobrarán su kart en las esquinas con derivas para acumular N2O y usarán Nitrous Boost en caminos rectos. La velocidad es lo más importante. En el modo de velocidad por equipos, los jugadores recibirán la puntuación correspondiente a la posición respectiva en la que terminen, y el equipo ganador tendrá la puntuación total más alta.

### Accesorios
En el modo accesorios, los jugadores no pueden hacer drift para construir N2O. En cambio, los jugadores recogerán elementos especiales que les darán una ventaja sobre sus oponentes. Los artículos incluyen:
- Ángel: Protege contra otros elementos
- Páscara de plátano: El kart que pasa a toda velocidad se saldrá de control
- Diablo: Hace que los oponentes inviertan direcciones
- Niebla: Obstruye la vista de los jugadores que conducen
- Kubi Bomb: Un misil autoguiado que suspende al oponente en el aire.
- Imán: Ralentiza el objetivo mientras aceleras tu propio kart
- Misil: Lanza al objetivo por los aires.
- N2O: Dar impulso de velocidad
- Tornado: Suspende a todos los oponentes atrapados dentro.
- Tortuga: Ralentiza al primer jugador.

En el modo de accesorios de equipo, el primer jugador que pase por la línea de meta obtendrá la victoria para todo el equipo.

### Arena de batalla
En el campo de batalla, el objetivo de los jugadores es recolectar tantos "kubi" como sea posible, mientras usan elementos para atacar a otros para reducir sus recuentos de "kubi". Los jugadores con menos “kubis” serán eliminados periódicamente. El último en pie será el ganador de la arena.

### Historia
El modo historia consiste en una serie de misiones con trama y diferentes tipos de desafíos. Los jugadores interpretarán al maduro y decidido Matt o al enérgico y extravagante Ken, para competir contra el legendario Blizzard Clan.